# Авраам Офер
Авраам Офер (івр. אברהם עופר), ім'я при народженні — Авраам Гірш (28 січня 1922 — 3 січня 1977) — ізраїльський політик, відомий тим, що покінчив життя самогубством після вибуху корупційного скандалу.

## Біографія
Аврам Офер народився у містечку Хоростків у Польщі (сьогоднішня територія України). У 1922 році та емігрував до підмандатної Палестини у1933 році. Аврам ходив до середньої школи в Єрусалимі та навчався він у Єврейському університеті в Єрусалимі.
Під час арабо-ізраїльської війни у 1948 році він служив у ВМС Ізраїлю. Мав чин підполковника і був першим командиром військово-морської бази в Ейлаті.
У листопаді 1976 року Ігаль Лавів, який був кореспондентом тижневого вісника Хаолам Хазех, який також брав участь у висвітленні звинувачень проти Ашера Ядліна, також він надав поліції інформацію про 30 різних справ, які викликали підозри у злочинах, скоєних Офером, включаючи звинувачення в розкраданні в Шикун Овдім, коштів на користь партії. Поліція перевірила звинувачення Ігаля Лавіва, але у кінці року вони дійшли до висновку, що звинувачення не підтверджені, це змусило Офера очікувати, що найближчим часом буде зроблено офіційну заяву, яка його виправдає. Однак генеральний прокурор Аарон Барак вирішив продовжити розслідування на основі нових свідчень.
31 грудня свідок у справі Ядліна надіслав до поліції заяву, яка викликала додаткові питання для розслідування. 2 січня прем'єр-міністр Рабін і міністр юстиції Садок запевнили Аврама Офера, що вони зроблять усе можливе для прискорення розслідування.
3 січня тіло Офера знайшли у його авто на пляжі Тель-Авіва. У передсмертній записці він сказав, що невинний, але не має сил „більше терпіти“. Повідомляли, що він був особливо пригнічений відсутністю підтримки з боку своїх політичних співробітників.
Рабін виголосив панегірик на похороні Офера. Виступавши перед елітними політиками країни під час служби в Тель-Авіві, він згажав, що Офер прийшов до нього, для того, щоб обговорити звинувачення під час, їхньої останньої зустрічі. „Ваші слова досі звучать у моїх вухах“, — сказав Рабін. „Іцхаку, — сказав він мені, — повір мені, я не винен ні в яких проступках“. Я відповів, що я, Іцхак Рабін, цілком вірю в твою невинність».
Після його смерті звинувачення були зняті, а провина Офера так і не була доведена. Сьогодні його самогубство часто сприймають як прояв сорому державного службовця, якого не вистачає у сучасних ізраїльських політиків.